# Oldřich Ortinský
Oldřich Ortinský (1933 – 3. května 2006) byl český zpěvák, člen skupiny Spirituál kvintet.

## Život
Vystudoval geografii na Univerzitě Karlově v Praze (titul RNDr.) a pracoval jako urbanista v oboru územního plánování, později působil na Útvaru hlavního architekta Národního výboru hl. m. Prahy.
V roce 1962 se stal členem nově založené vokální skupiny Antikvartet, která byla studentskou recesí na vznikající Spirituál kvartet (později Spirituál kvintet). Dalšími členy Antikvartetu byli Dušan Vančura, Vlastimil Marhoul a Rudolf Vespalec. Antikvartet fungoval do roku 1964, kdy Vančura s Ortinským začali hostovat ve Spirituál kvintetu. Ortinský jako bas zaskakoval za Ivo Macha, který jezdil na služební cesty do zahraničí. Po emigraci Iva Macha a Miroslava Kellera v roce 1967 se Vančura s Ortinským stali roku 1969 řádnými členy Spirituál kvintetu. Ortinský v kapele působil do roku 2000, kdy se v listopadu ze zdravotních důvodů (mozková příhoda nebo problémy se srdcem) nezúčastnil slavnostního koncertu ke 40. výročí skupiny. Zaskočil za něj Jiří Cerha, který se repertoár naučil za dva týdny. Cerha jej však následně ve skupině zcela nahradil, neboť Ortinský se již k pěvecké činnosti nevrátil. V dalších letech byl například několikrát členem poroty pražských předkol Porty, naposledy v březnu 2006. Zemřel náhle o dva měsíce později.